# Ejercicio anaeróbico

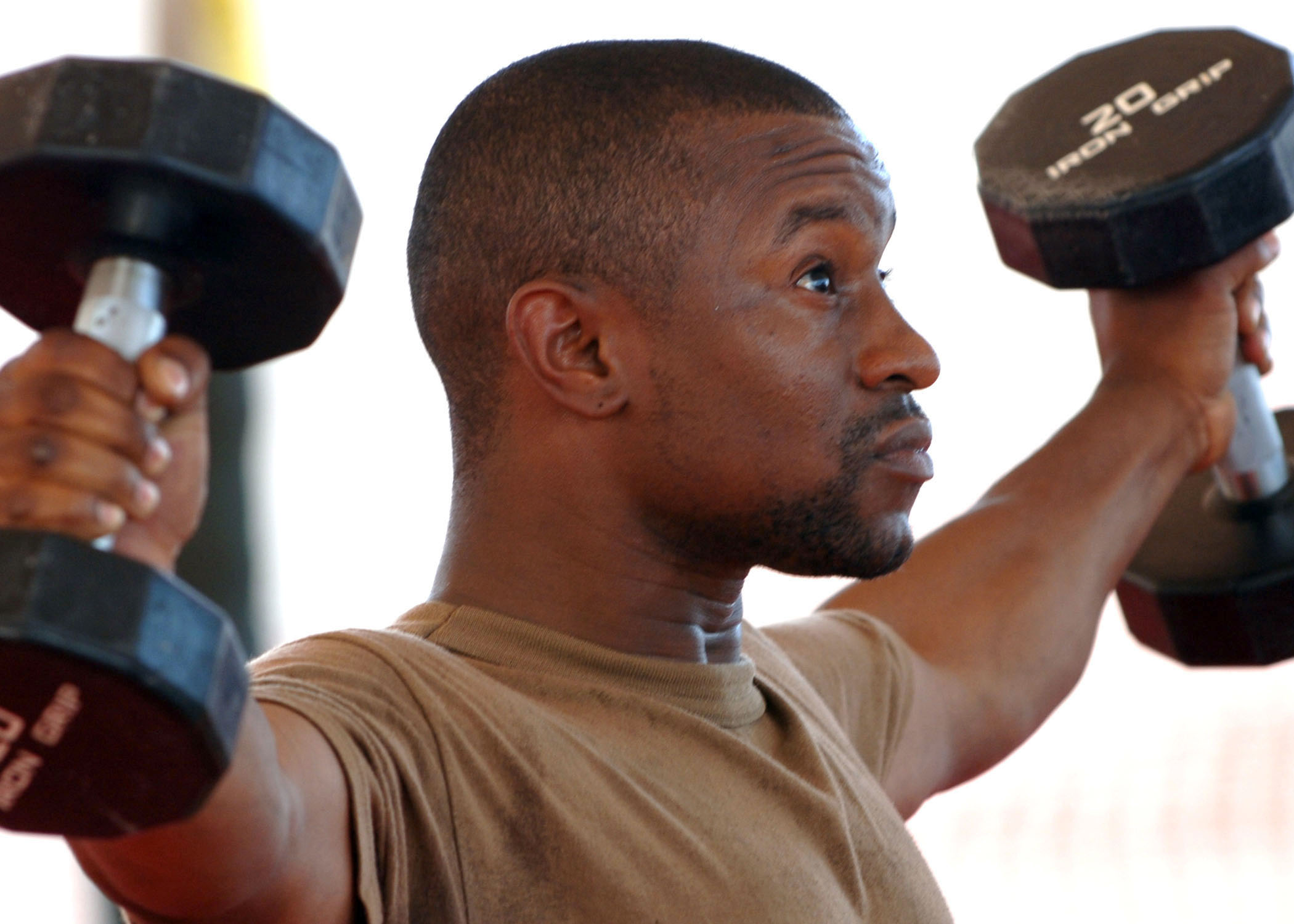
Ejercicio de levantamiento de pesas

El ejercicio anaeróbico es un ejercicio físico que no necesita implícitamente de la respiración aeróbica para poder realizarse. Los ejercicios anaeróbicos incluyen cualquier tipo de ejercicio que se practique a niveles moderados de intensidad durante períodos de tiempo cortos, lo que hace mantener una frecuencia cardíaca más constante. A diferencia del ejercicio aeróbico, obtiene energía en ausencia del oxígeno.

## Características generales
El ejercicio anaeróbico es una actividad breve y de gran intensidad donde el metabolismo se desarrolla exclusivamente en los músculos y sus reservas de energía, sin usar el oxígeno de la respiración. Son ejemplos de ejercicio anaeróbico: el levantamiento de pesas, ejercicios abdominales; cualquier ejercicio que consista de un esfuerzo breve es un ejercicio anaeróbico. El ejercicio anaeróbico es típicamente usado por atletas de deportes de poca resistencia para adquirir potencia, y por culturistas para ganar masa muscular. Los músculos que son entrenados bajo el ejercicio anaeróbico se desarrollan de manera diferente a  nivel biológico, adquiriendo más rendimiento en actividades de corta duración y gran intensidad. No obstante, es importante tener en cuenta que este tipo de ejercicios debe ser de corta duración, de manera que, si se quiere alargar en el tiempo, se debe intercalar pequeños descansos.

## Sistemas anaeróbicos
Hay dos tipos de sistemas anaeróbicos de energía: 
- El «sistema ATP-PC», que usa fosfato de creatinina durante los primeros diez segundos del ejercicio.
- El «sistema del ácido láctico» (o glucólisis anaeróbica), que usa glucosa en ausencia de oxígeno. Este último consiste en un uso ineficiente de la glucosa y produce subproductos que perjudican la función muscular, como el sistema del ácido láctico, dominante durante tres minutos, y responsable de la aparición de los calambres musculares (esto no se ha demostrado y parece errado; véase lactato). Pero también proporciona una cantidad significativa de energía en el ejercicio aeróbico, ya que los músculos tienen una determinada capacidad de deshacerse del ácido láctico.